# Kléber Laube Pinheiro
Kléber Laube Pinheiro (2 de maig de 1990) és un futbolista brasiler.

## Selecció del Brasil
Va debutar amb la selecció del Brasil el 2011. Va disputar 2 partits amb la selecció del Brasil.

## Estadístiques
| Selecció del Brasil | Selecció del Brasil | Selecció del Brasil |
| Anys                | Partits             | Gols                |
| ------------------- | ------------------- | ------------------- |
| 2011                | 2                   | 0                   |
| Total               | 2                   | 0                   |